# UClibc

µClibc et las chamada de sistemas de μClinux ou núcleo Linux.

uClibc é em computação o nome de uma pequena implementação da biblioteca padrão da linguagem C direcionada a sistemas embarcados que utilizam o sistema operacional Linux. Foi criada com o intuito de dar suporte ao projeto μClinux. Esta biblioteca foi criada por Erik Andersen e está publicada sob a licença LGPL.